# Gran hambruna de Tenpō

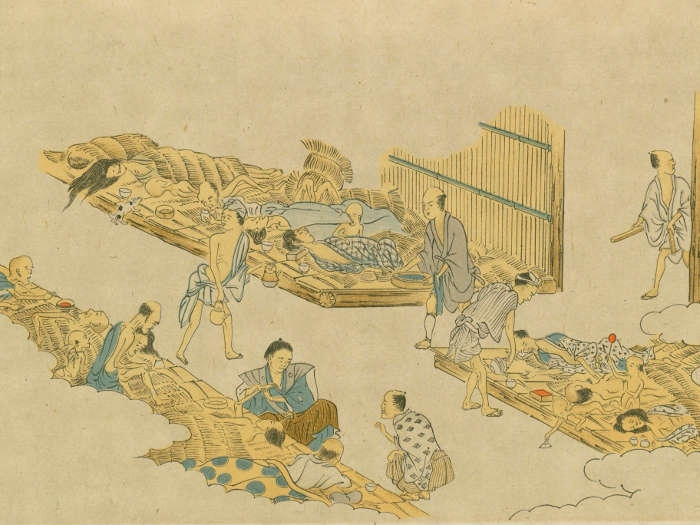
Gran hambruna de Tenpō

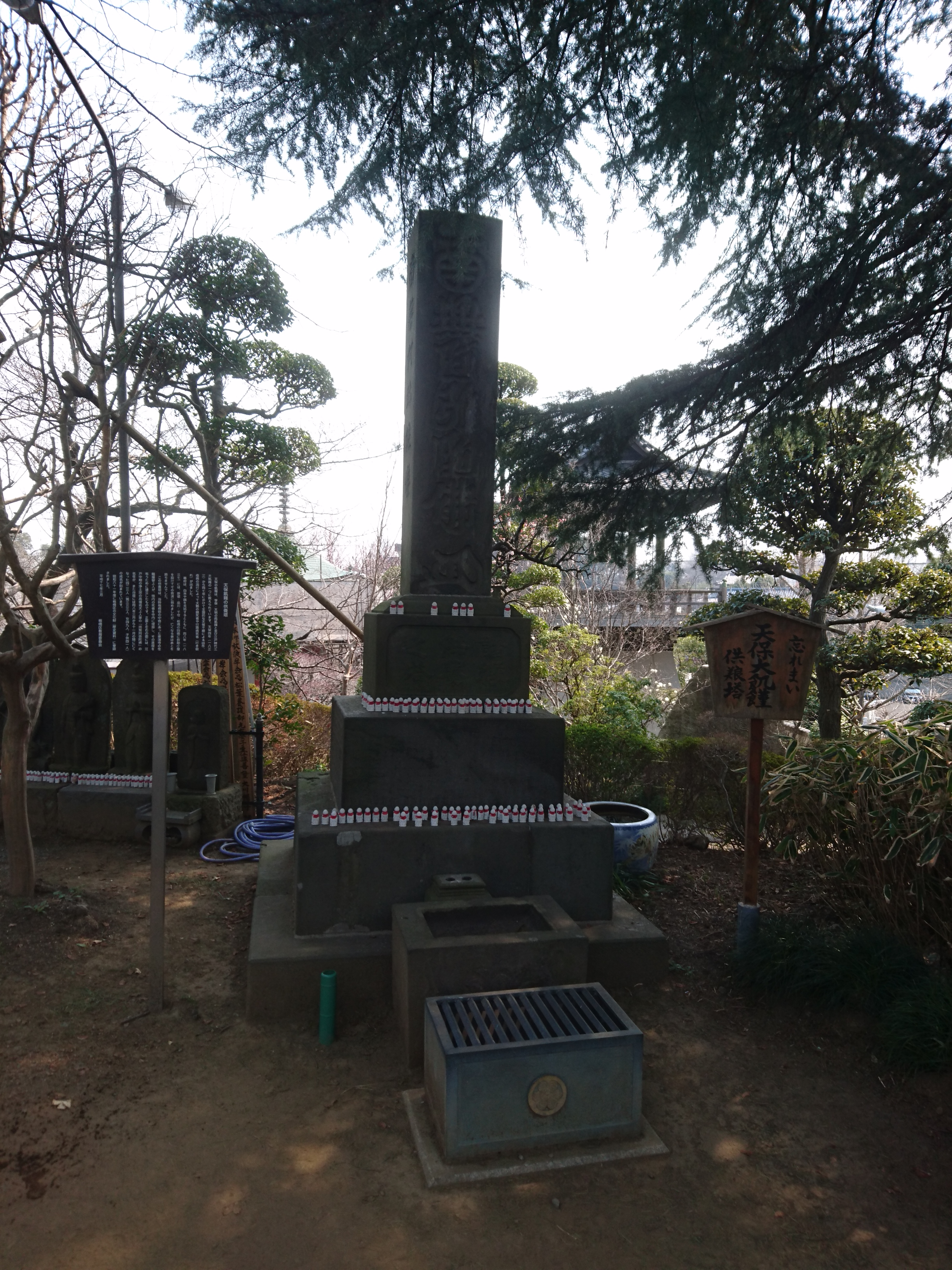
Monumento por la Hambruna de Tenpō en Jyorenji, Itabashi.

La hambruna Tenpō (天保 の 飢饉, Tenpō no kikin), también conocida como la gran hambruna Tenpō (天保 の 大 飢饉, Tenpō no daikikin) fue una hambruna que afectó a Japón durante el período Edo. Se considera que comenzó en 1833 y duró hasta 1837. Fue nombrado después de la era Tenpō (1830-1844), durante el reinado del emperador Ninkō. El shōgun gobernante durante la hambruna fue Tokugawa Ienari. La hambruna fue más severa en el norte de Honshū y fue causada por inundaciones y clima frío.
La hambruna fue una de una serie de calamidades que sacudieron la fe de la gente en el bakufu gobernante. Durante el mismo período de la hambruna, también hubo el incendio Kōgo de Edo (1834) y un terremoto de magnitud 7,6 en la región de Sanriku (1835). En 1837, el último año de la hambruna, ioshio Heihachirō lideró una revuelta en Osaka contra funcionarios corruptos que se negaron a ayudar a alimentar a los residentes pobres de la ciudad. Otra revuelta surgió en el dominio Chōshū. También en 1837, el buque mercante estadounidense Morrison apareció frente a la costa de Shikoku y fue expulsado por la artillería costera. La suma de estos incidentes hizo que el Shogunato Tokugawa pareciera débil e impotente, y expuso la corrupción de los funcionarios que se beneficiaron mientras los plebeyos sufrían.

## Hambruna

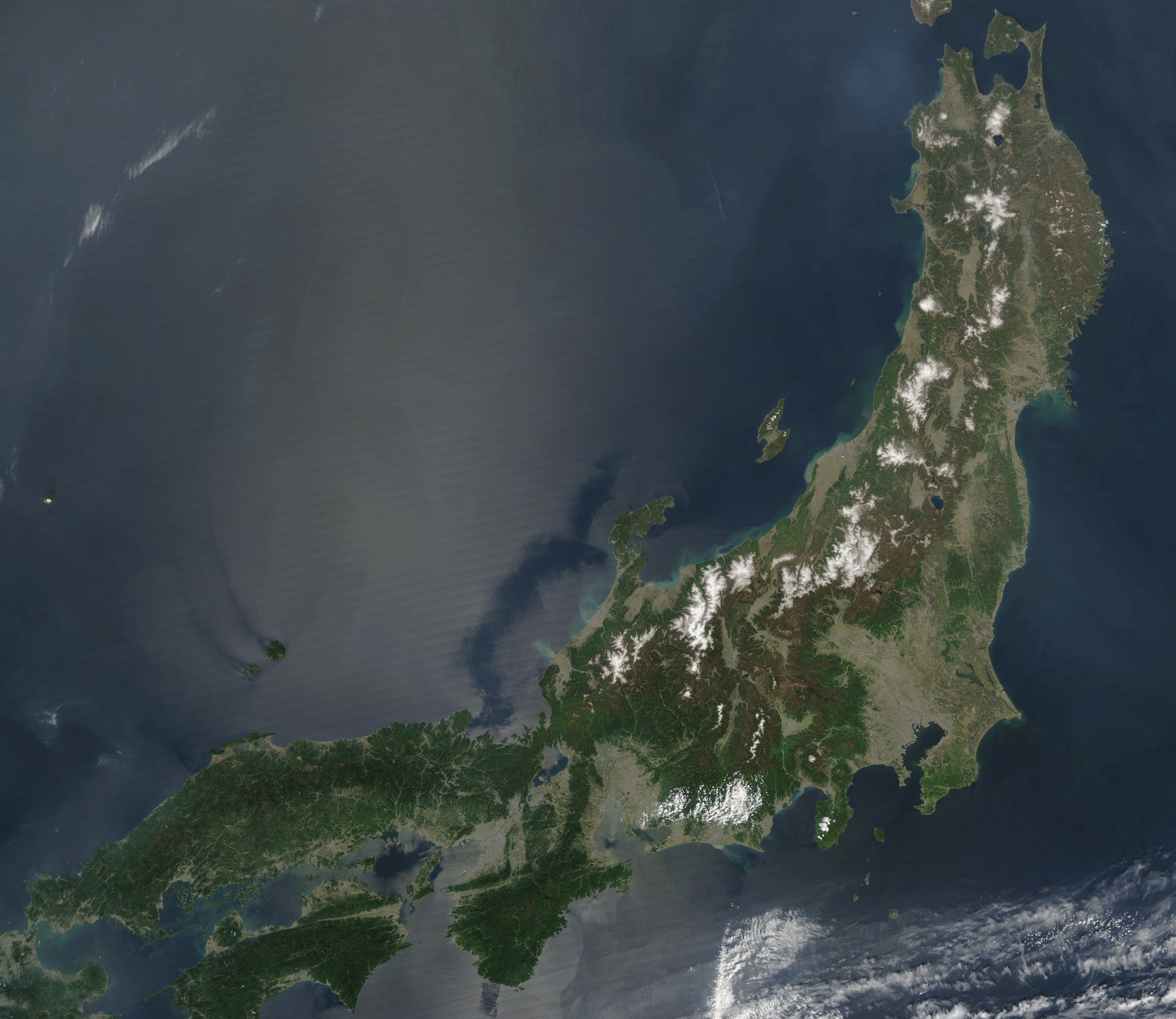
Isla de Honshu, la más afectada por la Gran Hambruna Tenpo, especialmente el norte

La Gran Hambruna de la década de 1830 fue un período devastador durante el cual todo Japón sufrió la rápida caída de las temperaturas y la pérdida de cosechas, y a su vez, los precios comerciales comenzaron a dispararse. Muchos murieron de hambre durante este sombrío episodio: "La tasa de mortalidad de una aldea en el noreste es de treinta y siete por mil y la de la ciudad de Takayama es casi cuarenta y cinco por mil". A medida que los cultivos continúan disminuyendo en el campo, los precios aumentan y la escasez de suministros lleva a las personas a luchar por sobrevivir en las escasas reservas. El creciente gasto en arroz en particular, el alimento básico japonés, fue un duro golpe tanto para la economía como para las personas hambrientas. Algunos incluso tuvieron que decidir "comer hojas y malezas, incluso impermeables de paja".
Los samuráis también sufrieron los efectos de la hambruna, frente a los salarios más bajos de los gobiernos de dominio japonés en previsión de las difíciles obligaciones tributarias por venir. Para empeorar las condiciones de vida ya desastrosas de la hambruna, las enfermedades finalmente comienzan a extenderse y muchos de los que se mueren de hambre no pueden resistir diversas epidemias como la peste, la viruela, el sarampión y la gripe. Miles de japoneses murieron de hambre en el apogeo de la crisis en 1836-1837.

## Rebeliones
Una de las rebeliones causadas por la gran hambruna de Tenpō fue la rebelión de Ōshio Heihachirō (1792-1837). El hombre cuyo nombre se le dio a esta rebelión dirigió un intento de revuelta en la década de 1830, que le valió el nombre de Daimyojin yonaoshi, o "salvador del mundo", por sus intentos de restaurar la moral. Oshio Heihachirō, expolicía alfabetizado, pidió ayuda a los comisionados y otros comerciantes adinerados de la ciudad de Osaka en 1837, pero no recibió nada más que indiferencia. Sorprendido por su fracaso en esta empresa, Ōshio incitó un levantamiento para oponerse a aquellos que habían rechazado su ayuda. Con alrededor de 300 simpatizantes, incluidos habitantes de ciudades pobres y campesinos de diferentes pueblos, incendió una quinta parte de la ciudad de Osaka. Pero la rebelión fue rápidamente sofocada, obligando a Ōshio a una rápida retirada, luego de la cual se suicidó.
El científico Ikuta Yorozo (1801-1837) también estuvo en el origen de una rebelión con raíces similares a la de Ōshio Heihachirō. Ikuta había abierto una escuela para la educación de adolescentes, compuesta principalmente por campesinos. Habiendo sufrido también la Gran Hambruna de Tenpō, Ikuta se desesperó de la falta de ayuda que los burócratas locales estaban dispuestos a proporcionar y en 1837 reunió a una banda de campesinos en represalia. Juntos, lanzaron un ataque contra los burócratas, con resultados devastadores, pero la empresa terminó con el suicidio de Ikuta.